# Miconia condylata
Miconia condylata är en tvåhjärtbladig växtart som beskrevs av John Julius Wurdack. Miconia condylata ingår i släktet Miconia och familjen Melastomataceae. Inga underarter finns listade i Catalogue of Life.